# Куріпка-шпороніг
Куріпка-шпороніг (Galloperdix) — рід куроподібних птахів родини фазанових (Phasianidae). Представники цього роду мешкають на Індійському субконтиненті. Їх найближчими родичами є віялохвости з роду Polyplectron і червоноголові куріпки з монотипового роду Haematortyx. 

## Види
Виділяють три види:
- Куріпка-шпороніг індійська (Galloperdix spadicea)
- Куріпка-шпороніг сіроголова (Galloperdix lunulata)
- Куріпка-шпороніг цейлонська (Galloperdix bicalcarata)

## Етимологія
Наукова назва роду Galloperdix походить від сполучення наукових назв родів Курка (Gallus Brisson, 1760) і Куріпка (Perdix Brisson, 1760).